# Vlado Bučkovski
Vlado Bučkovski (Macedonisch: Владо Бучковски) (Skopje, 2 december 1962) is een Macedonisch politicus van de Sociaaldemocratische Unie van Macedonië (SDSM). Tussen december 2004 en augustus 2006 was hij premier van zijn land.

## Biografie
Bučkovski studeerde rechten aan de Universiteit van Skopje en promoveerde in 1998. Daarna (in 2001 en in de periode 2002–2004) was hij in verschillende kabinetten minister van Defensie. In het najaar van 2004 volgde hij Branko Crvenkovski op als voorzitter van de SDSM en werd hij bovendien aangewezen om een nieuwe regering te formeren. Bučkovski trad op 17 december 2004 aan als premier van Macedonië.
Nadat de sociaaldemocraten bij de parlementsverkiezingen van juli 2006 een forse nederlaag hadden geleden, trad Bučkovski af als partijleider en premier. Hij werd als premier opgevolgd door de conservatieve Nikola Gruevski. Het leiderschap van zijn partij werd overgenomen door Radmila Šekerinska.
Op 9 december 2008 werd Bučkovski schuldig bevonden aan machtsmisbruik tijdens zijn eerste ambtsperiode als minister van Defensie. Hij zou zich hebben verrijkt met de handel in reserveonderdelen voor Russische tanks. Hij werd veroordeeld tot drieënhalf jaar gevangenisstraf. 
- Gemeinsame Normdatei: 1168155851
- International Standard Name Identifier: 0000 0004 2211 5327
- Virtual International Authority File: 305666982
- WorldCat: E39PBJrKQ7D6qV6wByCpqtcMfq